# Guarea corrugata
Guarea corrugata là một loài thực vật thuộc họ Meliaceae. Đây là loài đặc hữu của Colombia.